# Mirabelle (restaurant)
Mirabelle is een restaurant in Breda. Het had van 1959 tot 1967 een Michelinster.
Het restaurant behoorde in de jaren vijftig en zestig tot de beste in Nederland. Het was gevestigd in een villa die in 1955 speciaal voor dat doel was gebouwd door horecaondernemer Albert Coumans, die ook het verderop aan de A16 gelegen Princeville exploiteerde. Het restaurant werd tot aan de verkoop begin jaren tachtig door de familie Neeus-Coumans geleid. Het was aanvankelijk een deftige zaak in de Baronie waar de lokale chic gezien wilde worden. In latere jaren verloor het restaurant zijn glans en werd het een eenvoudiger brasserie.
In 2002 werd het restaurant na een grondige verbouwing heropend en geëxploiteerd door John Sprenkels. In 2009 maakte een faillissement hier een eind aan. Vervolgens werd de exploitatie overgenomen door de Santé Groep. In verband met een huurachterstand en het niet nakomen van afspraken werd het pand op 4 juni 2012 door de verhuurder ontruimd. Enkele dagen later werd de Santé Groep failliet verklaard door de rechtbank in Breda.
Op 2 mei 2013 berichtte BN DeStem dat Xavier van Binsbergen de nieuwe exploitant van Mirabelle werd en dat het restaurant na een grondige verbouwing in de zomer van 2013 weer heropend zou worden.
Op 14 juli 2018 werd bekend dat Mirabelle verkocht was aan het biefstukkenrestaurant Loetje.